# Erzieher

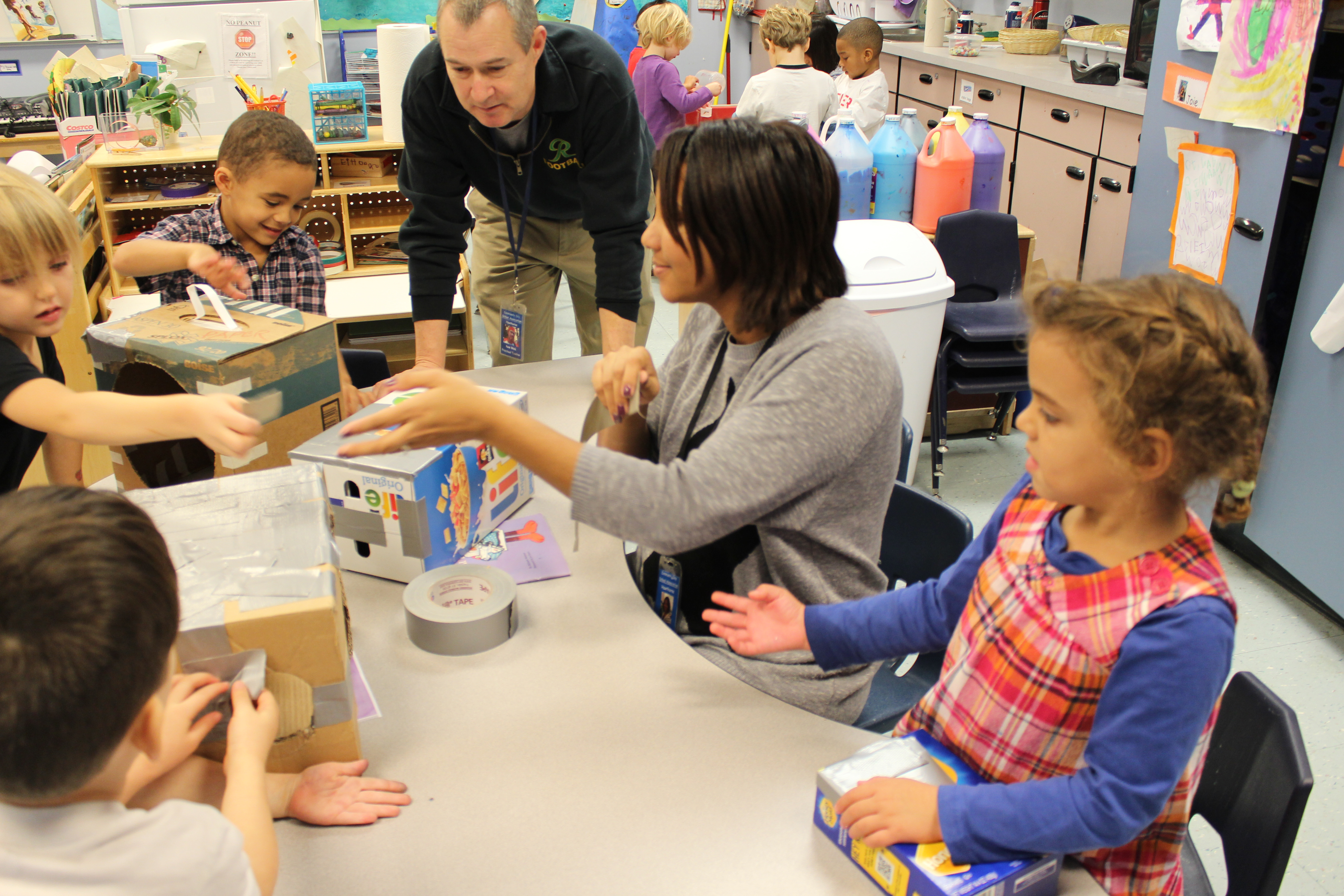
Charakteristische Arbeitssituation von Erziehern

In Deutschland sind Erzieher pädagogische Fachkräfte, die eine Berufsausbildung an einer Fachschule, einer Fachakademie oder einem Berufskolleg durchlaufen haben. Die Ausbildung zum Beruf wird jedoch in verschiedenen Staaten sehr unterschiedlich ausgestaltet. Verwandte Berufe sind Kindergartenpädagoge in Österreich, Fachperson Betreuung oder Kleinkinderzieher in der Schweiz sowie Kindheitspädagoge. In Deutschland waren 2022 etwa 461.600 Erzieher in Kindertageseinrichtungen beschäftigt. Der Anteil an Männern im Beruf lag 2022 bei ca. 8 Prozent. Im Durchschnitt wurden 2017 im Kindergarten neun Kinder von einer pädagogischen Fachkraft betreut.
Erzieher werden für die Arbeit mit Kindern sowie mit Jugendlichen, jungen Erwachsenen oder behinderten Menschen qualifiziert. Dabei kann teilweise durch Wahl der Ausbildungsstätte oder Praktika ein individueller Schwerpunkt gelegt werden, der für die weitere berufliche Entwicklung nicht bindend ist.
Die ISCED-Klassifikation ist 4A bzw., wenn der Bildungsgang mehr als 2.400 Unterrichtsstunden hat, 5B.
Der Deutsche Qualifikationsrahmen (DQR) ordnet einen „staatlich anerkannten Erzieher“ bzw. eine „staatlich anerkannte Erzieherin“ in das DQR-Qualifikationsniveau 6 ein, wenn die Ausbildung mindestens 2400 Unterrichtsstunden und 1200 Stunden Praxis umfasst. Der DQR hat empfehlenden Charakter.

## Ausbildung
Die Ausbildung in Deutschland wird von den Ländern sehr unterschiedlich gestaltet. Die Voraussetzung ist in der Regel ein Mittlerer Schulabschluss oder ein gleichgestellter Abschluss und eine berufliche Erstausbildung.
Die Ausbildung erfolgt je nach Bundesland an Fachschulen für Sozialpädagogik, Fachakademien für Sozialpädagogik, Oberstufenzentren oder Berufsfachschulen für Sozialwesen beziehungsweise Berufskollegs und ist damit eine schulische Ausbildung, die nach den Gesetzen des Aufstiegsfortbildungsförderungsgesetzes gefördert werden kann. Sie wird zudem berufsbegleitend in Teilzeitform durch freie Träger angeboten. Eine staatliche Anerkennung zum Erzieher kann auch nach erfolgreich abgeschlossener Nichtschülerprüfung nach Selbststudium als Autodidakt erlangt werden.
Die Dauer der Ausbildung variiert, je nach Land und Vorbildung oder Praxiserfahrung, zwischen zwei und fünf Jahren. In einigen Bundesländern gliedert sich die Ausbildung in ein ein- bis zweijähriges Vorpraktikum mit Theorieanteilen mit einem anschließenden, meist zweijährigen Schulbesuch in Vollzeit und einem abschließenden Anerkennungsjahr. Andere deutsche Länder regeln die Ausbildung über eine rein schulische Ausbildung mit integrierten, länger andauernden Praktika. Für einzelne Bundesländer ist für die Aufnahme in die entsprechende Schule zwingend eine vorausgegangene Ausbildung zum Sozialassistenten oder zum Kinderpfleger vorgeschrieben.
In vielen Ländern kann durch Zusatzunterricht die Fachhochschulreife oder das Abitur erreicht werden.
Daneben gab es in Deutschland im Frühjahr 2015 89 Bachelor- und elf Master-Studiengänge für Arbeit mit Kindern. 2013 gab es in Deutschland 1687 Absolventen kindheitspädagogischer Bachelor-Studiengänge. Absolventen dieser Studiengänge tragen nicht die Bezeichnung Erzieher, sondern sind Kindheitspädagogen.

### Inhalte

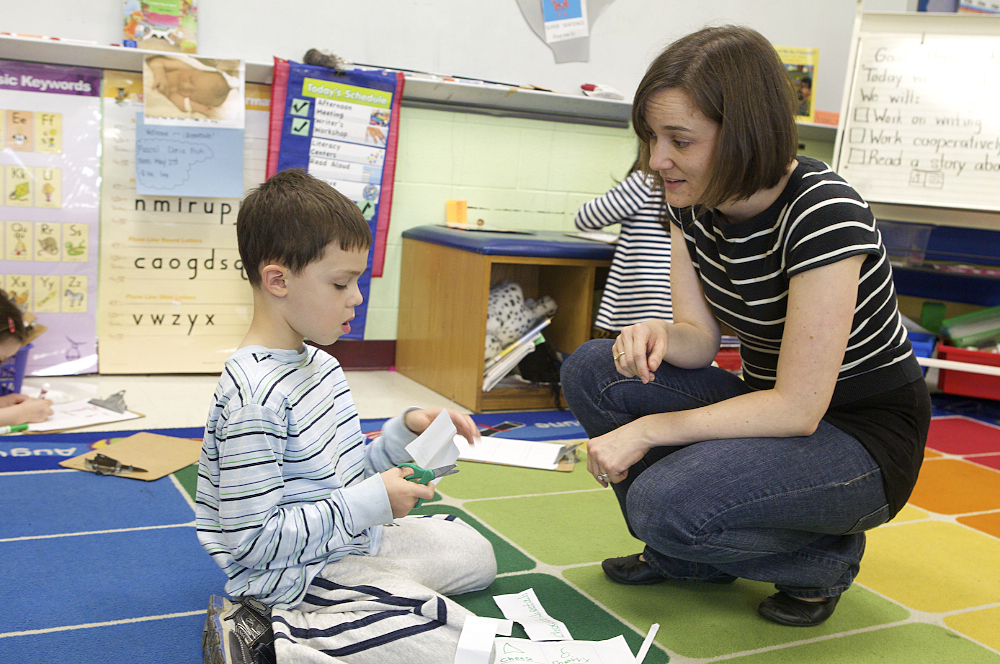
Interaktion zwischen Kind und Fachkraft

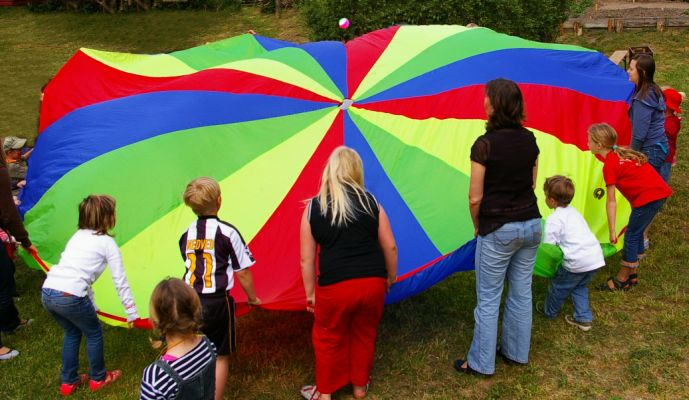
Übungen mit einem Schwungtuch für kooperatives agieren

Die Inhalte der Ausbildung sind regional sehr unterschiedlich und können folgende Fächer, eventuell auch in Kombination miteinander oder fächerübergreifend, beinhalten:
Pädagogikunterricht, Psychologie, Soziologie, Didaktik und Methodik der sozialpädagogischen Praxis, Sonderpädagogik bzw. Heilpädagogik, Kinder- und Jugendliteratur, Jugendrecht und Familienrecht, Medienpädagogik, Musikpädagogik, Bewegungslehre, rhythmisch-musikalische Erziehung, medizinische Grundkenntnisse bzw. Gesundheitslehre, Kunstpädagogik und Werkunterricht, politisch-gesellschaftliche Aspekte, Religionslehre bzw. Religionspädagogik sowie praktische Anleitung zum Beispiel in Gesprächsführung oder Formen der Betreuung. In der Ausbildung kann über das Profil der Schule oder die Auswahl der Praktika eine Spezialisierung auf ein bestimmtes Praxisfeld bzw. ein bestimmtes Klientel wie beispielsweise der Arbeit in Kindergarten, in Schulhorten oder im Bereich der Heimerziehung erfolgen.
Die Ausbildung endet mit der staatlichen Anerkennung, die – trotz der Unterschiedlichkeit der Ausbildungsgänge – von allen Bundesländern anerkannt wird.

### Kernkompetenzen
Im Rahmen der Ausbildung sind folgende sozialpädagogische Kernkompetenzen qualitativ zu steigern:
Fähigkeit zur
- Beobachtung und Analyse[9]
- pädagogischen Beziehungsgestaltung
- Kooperation in einem Team sowie mit Eltern und anderen an der Erziehung beteiligten Menschen
- kritischen Reflexion der eigenen Person und der zugrunde liegenden Wertehaltungen und Menschenbilder
- Planung, Durchführung und Evaluation pädagogischer Prozesse
- konzeptionellen Arbeit
- Gestaltung betriebswirtschaftlicher Abläufe in sozialpädagogischen Einrichtungen

### Berufsbezeichnung
Die Berufsbezeichnung nach abgeschlossener Ausbildung ist in den deutschen Bundesländern teils unterschiedlich geregelt. In Baden-Württemberg, Bayern, Brandenburg, Bremen, Hamburg, Hessen, Mecklenburg-Vorpommern, Niedersachsen, Nordrhein-Westfalen, Rheinland-Pfalz, Saarland, Sachsen, Schleswig-Holstein, Sachsen-Anhalt und Thüringen ist die Abschlussbezeichnung Staatlich anerkannter Erzieher/Staatlich anerkannte Erzieherin. In Berlin ist dies Staatlich geprüfter Erzieher/Staatlich geprüfte Erzieherin. In Baden-Württemberg, Bayern, dem Saarland, Schleswig-Holstein und Hamburg können Ausbildungs-Absolventen zudem den Bachelor Professional in Sozialwesen führen.

### Weiterbildung
Ausgebildete Erzieher haben verschiedene Möglichkeiten, sich nach Abschluss der Ausbildung, während oder vor der ersten Berufserfahrung, weiterzubilden. Unterschieden wird hier zwischen Spezialisierungsweiterbildung und Aufstiegsweiterbildung. Lehrgänge zur Spezialisierung dienen der Anpassung der Kenntnisse an die tatsächlich ausgeübte Tätigkeit, zum Beispiel wenn ein bestimmter Bereich innerhalb der Ausbildung kein Schwerpunkt war. Aufstiegsweiterbildungen dienen der Qualifikation für Tätigkeiten, die auf der Organisations- oder Führungsebene angesiedelt sind, zum Beispiel das Management einer sozialpädagogischen Einrichtung, oder für Tätigkeiten, die eine eigene, andere Berufsbezeichnung führen, zum Beispiel Motopädin/Motopäde.

#### Spezialisierungsweiterbildung
Die möglichen Inhalte von Spezialisierungslehrgängen decken sich in Teilen mit den möglichen Inhalten der Grundausbildung (Auswahl):
- Erziehung, Pädagogik – allgemein
- Erziehung, Früh- und Vorschulpädagogik
- Heimerziehung
- Horterziehung
- Elternberatung, Elternarbeit, Erziehungsberatung
- Jugendarbeit, Kinder- und Jugendhilfe
- Sport- und Spielarten
- Musikpädagogik
- Fachkraft für Bewegungserziehung Motorik / Übungsleiterlizenz vorschulischer Bereich (Kooperationspartner Turnerbünden BTB und STB sowie dem Württembergischen Leichtathletikverband)[13][14]
- Kochen, Diätwesen, Ernährung, Hauswirtschaft
- Hygiene – Fachfortbildung
- Soziale Arbeit, Sozialpädagogik – allgemein
- Entwicklungspsychologie

#### Aufstiegsweiterbildung
An Aufstiegsweiterbildungen kommen für Erzieher einerseits Fortbildungen (mit Zertifikationsabschlüssen), zum anderen berufsbegleitende Studienangebote in Frage.
Zu den Angeboten mit Fortbildungscharakter zählen (Auswahl):
- Fachwirt/in für Sozialdienste
- Staatlich geprüfter Fachwirt/Staatlich geprüfte Fachwirtin für Organisation und Führung, Schwerpunkt Sozialpädagogik
- Fachlehrer/Fachlehrerin an Sonderschulen (staatlich geprüft)
- Motopäde/Motopädin (Fachschule)
- Staatlich anerkannter Sonderpädagoge/Staatlich anerkannte Sonderpädagogin
- Staatlich anerkannter Heilpädagoge/Staatlich anerkannte Heilpädagogin
- Qualitätsbeauftragter/Qualitätsbeauftragte im Gesundheits- und Sozialwesen

Seit einigen Jahren können auch (berufsbegleitende) Studienangebote belegt werden, die sich auf die akademische Weiterqualifizierung von Erziehern spezialisiert haben. Wählbar sind Angebote mit sehr unterschiedlichen Schwerpunkt-Setzungen (Auswahl):
Beispiele für den Schwerpunkt (Früh-)Pädagogik:
- Elementarpädagogik
- Pädagogik der frühen Kindheit
- Erziehung und Bildung in der Kindheit

Beispiele für Schwerpunkt Management und Führung pädagogischer Einrichtungen:
- berufsbegleitende Angebote, zum Beispiel Pädagogikmanagement
- reines Fernstudium, zum Beispiel Frühpädagogik – Leitung und Management von Kindertageseinrichtungen

## Arbeitsfelder
Arbeitsfelder, in denen Erzieher sich traditionell betätigen, sind Kinderkrippen, Kindergärten, Schulhorte, Kindertagesstätten, Integrationskindergärten und -horte, Ganztagesschulen, Behinderteneinrichtungen, der offenen Kinder- und Jugendarbeit sowie Einrichtungen der Kinder- und Jugendhilfe (Heime) und Kinder- und Jugendfreizeiteinrichtungen. Hinzu kommen Einsatzstellen in Krankenhäusern und selten in der Seniorenarbeit.
Die Tätigkeitsfelder von Erziehern sind sehr vielfältig. Sie umfassen vor allem die Aufsicht, Erziehung, Bildung, Betreuung und Pflege von Kindern und Jugendlichen. Hinzu kommt die Zusammenarbeit mit Eltern, Lehrkräften sowie anderen Kontaktpersonen der Klienten und Ämter (insbesondere dem Jugendamt) und bei kirchlichen Trägern auch mit der Kirchengemeinde.
Die Partizipation der Kinder (die Beteiligung gemäß ihrem Alter und Entwicklungsstand) ist ebenfalls bei allen Aktivitäten zu berücksichtigen. Zudem rückt seit PISA/IGLU und den Bildungsplänen der Länder der Bildungsauftrag der jeweiligen Einrichtung weiter ins Blickfeld. Gerade im Bereich der Kindertageseinrichtungen sollen die Kinder explizit bei ihren Selbstbildungsprozessen unterstützt werden.
Die Berufsaussichten sind regional verschieden. Im Ausland können ausgebildete Erzieher sowie Praktikanten in deutschsprachigen Kindergärten tätig werden. Trotz sinkender Geburtenraten steigt der Bedarf an Erziehern durch die Umwandlung von Halbtags- in Ganztagesschulen und die Ausweitung der vorschulischen Kinderbetreuungsmöglichkeiten, sodass es in manchen Regionen zu einem Mangel an pädagogischen Kräften kommt.

## Erzieher im europäischen Vergleich
Alle Grafiken basieren auf Daten aus den Artikeln „Kinderbetreuung – Kita ist auch kein Vergnügen“ und „So viel zahlen die Nachbarländer – Erzieher sein lohnt sich nicht“.

### Deutschland

#### Bezahlung
Nach dem bundesweit geltenden TVöD-SuE werden Erzieher, die in einer Einrichtung eines kommunalen Trägers angestellt sind, in die Entgeltgruppe S8a eingruppiert. Private Träger entscheiden selber, ob die Bezahlung eines Erziehers nach einem Tarifvertrag wie TVöD-SuE, TV-AVH etc. erfolgt oder ob ein eigenes Bezahlungsmodell verwendet wird. Mehr Details zur Bezahlung finden sich im Artikel Sozial- und Erziehungsdienst.
Berufsanfänger in der Tarifgruppe S8a verdienen nach dem TVöD-SuE 2.829,77 Euro brutto im Monat (Stand: 1. November 2020). In der Tarifgruppe S8b, verdienen Berufs-Neueinsteiger 2.892,66 Euro brutto. Nach 17 Jahren im Beruf ist in der Regel für Erzieher in S6 (26 Jahre für Erzieher in S8a) die höchste Gehaltsstufe erreicht. Erzieher in S8a verdienen nach TVöD-SuE dann 3.855,19 Euro brutto, in S8b 4.307,92 Euro brutto.:§ 97, S. 156–158
2014 verdienten in Vollzeit arbeitende Erzieherinnen in Westdeutschland durchschnittlich 2953 Euro brutto, in Ostdeutschland 2765 Euro. Der Durchschnittslohn liegt deutlich niedriger, da Erzieherinnen überwiegend in Teilzeit arbeiten. Das Median-Einkommen lag im Jahr 2000 bei 2.245 Euro brutto, 2010 waren es 2.630 Euro. Erzieher verdienen laut FAZ in Deutschland, je nach Berufserfahrung, Position und Einsatzort, typischerweise zwischen 2.300 und 3.600 Euro brutto im Monat (Stand: Mai 2015).
Nach einer Erhebung der Hans-Böckler-Stiftung im Jahr 2024, in welcher 6.113 staatlich anerkannte Erzieher/innen in Deutschland befragt wurden, lag das durchschnittliche monatliche Bruttoeinkommen bei 3.474 Euro.

#### Statistiken
Die Zahl der Erzieher in Kindertageseinrichtungen stieg zwischen 2008 und Mitte 2023 um 104 Prozent, auf rund 279.000 Personen, an.
Seit 2008 untersucht die Bertelsmann Stiftung regelmäßig die frühkindlichen Bildungs-, Betreuungs- und Erziehungssysteme in Deutschland basierend auf statistischen Daten des Bundes und der Länder. Im Vergleich von 2013 zu 2019 verbesserte sich die Betreuungsrelation bundesweit von durchschnittlich 9,6 auf 8,9 Kinder (bei den unter Dreijährigen von 4,6 auf 4,2). Führend war 2019 Baden-Württemberg, in dem die Experten den geforderten Betreuungsschlüssel von 1 zu 7 (bei den unter Dreijährigen von 1 zu 3) vorfanden, während beispielsweise in Mecklenburg-Vorpommern auf einen Erzieher doppelt so viele Kinder kamen. Generell ist die Betreuungsrelation im Westen besser als im Osten.

### Österreich
Die Ausbildung erfolgt in Bildungsanstalten für Elementarpädagogik und wird nach zwei bis fünf Jahren in verschiedenen Berufszweigen abgeschlossen. Je nach späteren Tätigkeitsfeld wird als Früherziehungs-, Kindergarten-, Hort- oder Sonderkindergartenpädagoge abgeschlossen.
Parallel wird seit 2021 an Pädagogischen Hochschulen der Studiengang „Elementarpädagogik“ angeboten.

### Schweiz
In der Schweiz wird eine Ausbildung als Dipl. Kindererzieher/-in HF angeboten.

### Italien
Ungefähr zwei Drittel aller Einrichtungen sind staatlich. Für Kinder ab 3 Jahren ist die Betreuung in einer staatlichen scuola materna bzw. Scuola dell’Infanzia kostenlos. Die meisten Kinder werden ab einem Alter von drei Jahren betreut. Rund eins von zehn Kindern wird im Alter von unter drei Jahren betreut. Ein Krippenplatz kostet die Eltern im Schnitt 309 Euro im Monat.

#### Ausbildung
Für die Betreuung von Kindern in der Krippe wird ein Abschluss „einer höheren Schule mit pädagogischer Ausrichtung“ verlangt. Nach einem fünfjährigen Studium der Erziehungswissenschaften kann man Erzieher/in werden.

#### Bezahlung
Das Gehalt bewegt sich zwischen circa 20.000 Euro brutto (1.667 Euro im Monat) im ersten Berufsjahr und rund 28.000 Euro (2.333 Euro im Monat) mit 35 Jahren Erfahrung im Beruf. „Grundschullehrer verdienen das gleiche Gehalt“, während Lehrer am Gymnasium „bis zu 5.000 Euro mehr pro Jahr“ verdienen.

### Frankreich
Die école maternelle gilt als vorbereitend auf den Schulbesuch. Kinder ab zwei Jahren können die école besuchen, ab drei Jahren geht jedes Kind in die école. Die Betreuung ist kostenfrei. Eltern zahlen zusätzliche Leistungen „wie eine längere Betreuung am Nachmittag“ aus eigener Tasche.

#### Ausbildung
Assistenten haben eine Ausbildung absolviert. Nach einem Studium (inklusive Sonderkurs Frühpädagogik) können die instituteurs oder professeur des écoles sowohl in der Grundschule als auch im Kindergarten unterrichten.

#### Bezahlung
Berufsanfänger verdienen circa 2.000 Euro monatlich und bis zu „3.200 Euro nach 30 Jahren Berufserfahrung“.

### Schweden
Die Gemeinden müssen für jedes Kind zwischen einem und fünf Jahren einen Platz im Kindergarten, der Förskola (Vorschule), anbieten. Berufstätige oder studierende Eltern müssen innerhalb von vier Monaten nach der Anmeldung von der zuständigen Gemeinde einen Platz angeboten bekommen. Der Elternbeitrag wird von der Gemeinde festgelegt, wobei der Beitrag 3 % des Einkommens oder 140 € im Monat nicht überschreiten darf.

#### Ausbildung
Förskollärare (Vorschullehrer), eine den deutschen Erziehern vergleichbare pädagogische Fachkraft, wird man nach einer dreieinhalbjährigen Ausbildung. In Schweden gibt es unterhalb der Qualifikationsebene der Förskollärare die Barnskötare (Kinderpfleger), die eine Ausbildung ähnlich den deutschen Kinderpflegern bzw. Sozialassistenten haben.

#### Bezahlung
Förskollärare verdienen abhängig von Alter und Berufserfahrung ungefähr zwischen 22.000 und 31.500 Skr brutto monatlich (etwa 2.200–3.150 Euro).

### Großbritannien
Ein staatlicher Vollzeit-Kita-Platz kostet die Eltern 920 bis 1.600 Pfund (im September 2015 entspricht dies circa 1.250 bis 2.170 Euro) im Monat. Ist das Kind drei Jahre alt, erhalten die Eltern 15 kostenfreie Stunden pro Woche. Im Alter von vier Jahren kommt das Kind in die Vorschule.

#### Ausbildung
Viele Kita-Erzieher haben ein einjähriges Kurssystem an einer Berufsfachschule absolviert. Eine alternative Karriere als sehr gut bezahltes Kindermädchen bei reichen Eliten hängt vom Renommée des besuchten (privaten) Colleges ab. Ein Jahr am College kann leicht bis zu 17.000 Euro kosten.

#### Bezahlung
Ausgebildete Vorschulerzieher verdienen in staatlichen Kitas im Schnitt zwischen 19.000 und 23.000 Euro pro Jahr (ungefähr zwischen 1.583 Euro und 1.916 Euro im Monat). Private Träger zahlen ungefähr 35.000 Euro jährlich oder ungefähr 2.916 Euro im Monat.

## Geschichtlicher Hintergrund
Erziehungseinrichtungen gehören zu den ältesten gesellschaftlichen Institutionen, zum Beispiel in Form von Waisenhäusern. Später kamen Besserungsanstalten und Arbeitshäuser hinzu, welche in erster Linie der Verwahrung und Bestrafung dienten. In bürgerlichen Häusern wurden auch Erzieher zur Betreuung und Beschulung der Kinder beschäftigt. Mit der bürgerlichen Aufklärung wurde ein aus heutiger Sicht verklärtes Bild von Kindheit vertreten und die Einstellung, mit Erziehung aus einem Menschen praktisch alles machen zu können. Aus diesem Gedanken wurde der Kindergarten als neue Institution entwickelt.
Bis ins 19. Jahrhundert war öffentliche Erziehung oftmals so grausam, dass sie heute als Misshandlung unter Strafe gestellt würde. Mit der Reformpädagogik des frühen 20. Jahrhunderts ergab sich allmählich eine neue Blickrichtung. Die Erziehung sollte vom Kind aus geschehen. Später wurden antiautoritäre und demokratische Erziehungsansätze entwickelt. Bis in die 1960er Jahre wurden Erzieher fast ausschließlich in Kindergärten und -horten beschäftigt. In der Folgezeit wurde die Ausbildung mit dem Abschluss staatlich anerkannter Erzieher bundesweit eingeführt, und die möglichen Einsatzgebiete erweiterten sich wesentlich.